# Der Teufel in Weiß
Der Teufel in Weiß (Originaltitel: The Nurse) ist ein US-amerikanischer Thriller aus dem Jahr 1997. Regie führte Robert Malenfant; das Drehbuch schrieb Richard Brandes, der auch den Film mitproduzierte.

## Handlung
Der Vater der Krankenschwester Laura Harriman tötet in Aufregung die meisten Mitglieder seiner Familie. Laura hält seinen Chef Bob Martin, der zuvor ihren Vater des Betrugs bezichtigte, für verantwortlich für diese Tat. Sie erfährt, dass Martin nach einem Schlaganfall gelähmt ist und nicht mehr sprechen kann. Darauf bewirbt sie sich um die Stelle der Pflegerin Martins, die sie bekommt. Harriman erzählt Martin, auf welche Weise sie seine Angehörigen töten will. Daraufhin setzt sie ihre Planung um.

## Kritiken
Die Zeitschrift TV Spielfilm schrieb, der „B-Movie-Horror“ sei „trashig unterhaltsam“. Er erinnere jedoch stark an Die Hand an der Wiege.
Das Lexikon des internationalen Films meinte: „Leidlich spannender Psychothriller mit absehbarem Verlauf und einigen hanebüchenen Details. Die Spannung entsteht größtenteils durch die Identifikation mit dem Opfer.“

## Hintergründe
Der Film wurde in Los Angeles gedreht. Er wurde in den Vereinigten Staaten und in Großbritannien direkt auf Video veröffentlicht.